# Olga Sjoenejkina
Olga Aleksandrovna Sjoenejkina (Russisch: Ольга Александровна Шунейкина) (Gorki, 8 januari 1966) is een Russische basketbalspeelster, die speelde voor het nationale team van Rusland. Ze is Meester in de sport van Rusland, Internationale Klasse.

## Carrière
Sjoenejkina begon bij UMMC Jekaterinenburg in 1994, (Toen nog Oeralmasj). Ze werd met die club twee keer Landskampioen van Rusland in 2002 en 2003. Ook won ze de finale van de EuroLeague Women in 2003 tegen USV Olympic uit Frankrijk met 82-80. In 2003 werd ze coach van UMMC Junior Jekaterinenburg. In 2010 werd ze hoofd coach van Tsjevakata Vologda. Sinds 2012 is ze hoofd coach van Jenisej Krasnojarsk
Sjoenejkina speelde met Rusland op het Europees kampioenschap in 1993. Ze werd zevende.

## Erelijst
- Landskampioen Rusland: 2
  - Winnaar: 2002, 2003
  - Tweede: 1997, 1999, 2000, 2001
  - Derde: 1994, 1996, 1998
- EuroLeague Women: 1
  - Winnaar: 2003